# Hogna nigrosecta
Hogna nigrosecta là một loài nhện trong họ Lycosidae.
Loài này thuộc chi Hogna. Hogna nigrosecta được Cândido Firmino de Mello-Leitão miêu tả năm 1940.